# 아미르 카비르
미르자 타기 칸-에 파라하니(페르시아어: میرزا تقیخان فراهانی)로 더 잘 알려진 아미르 카비르(페르시아어: امیرکبیر, 1807년 1월 9일 - 1852년 1월 10일)는 나세르 알딘 샤 카자르의 통치 초기 3년 동안 총리를 지낸 인물이다. 그는 이란에 "점진적인 개혁"을 시도하다 "부당하게 실각"한 근대화를 이끈 "이란 최초의 개혁가"로 널리 알려져 있다. 총리로서 그는 또한 많은 바비족을 살해하고 운동의 창시자인 바브의 처형을 명령했다. 말년에 그는 카산의 핀 정원으로 유배되었고 1852년 1월 10일 나세르 알딘 샤 카자르의 명령으로 살해당했다.

## 같이 보기
- 이란의 총리

### 인용주
1. ↑  Also known by the title of Amir-e Nezam or Amir Nezam(امیرنظام).

### 참조주
1. ↑  Molavi, Afshin, The Soul of Iran, Norton, 2005, p.195,197
2. ↑  Smith, Peter (2000). 〈Amir Kabir, Mirza Taqi Khan〉. 《A concise encyclopedia of the Bahá'í Faith》. Oxford: Oneworld Publications. 38쪽. ISBN 978-1-85168-184-6.